# Зезулін-Другий
Зезулін-Другий (пол. Zezulin Drugi) — село в Польщі, у гміні Людвін Ленчинського повіту Люблінського воєводства.
Населення — 142 особи (2011).

## Демографія
Демографічна структура станом на 31 березня 2011 року:
|          | Загалом | Допрацездатний вік | Працездатний вік | Постпрацездатний вік |
| -------- | ------- | ------------------ | ---------------- | -------------------- |
| Чоловіки | 65      | 14                 | 48               | 3                    |
| Жінки    | 77      | 21                 | 43               | 13                   |
| Разом    | 142     | 35                 | 91               | 16                   |